# Fasel-Stiftung
Die Fasel-Stiftung ist eine gemeinnützige privatrechtliche Stiftung, die im Jahr 1994 von dem Duisburger Unternehmer Wilhelm Fasel gegründet worden ist. Sie hat ihren Sitz in Duisburg.

## Organisation
Gemäß ihrer Satzung fördert die Stiftung Aktivitäten, die der Überwindung von Spaltungen und der Verständigung zwischen Menschen und Völkern dienen, soziale und mildtätige Aktivitäten sowie die Idee der Sozialen Marktwirtschaft. Die Verwirklichung der Stiftungszwecke erfolgt unmittelbar in Eigenregie und durch Förderung ausgewählter Projekte. Stiftungsorgane sind Vorstand und Kuratorium. Vorstandsvorsitzender ist Thomas Schlenz (Duisburg). Vorsitzender des Kuratoriums ist Wilfried Lanfermann (Oberhausen). Die Fasel-Stiftung ist Mitglied im Bundesverband Deutscher Stiftungen. Die Stiftungsaufsicht obliegt der Bezirksregierung Düsseldorf.

## Förderung des Jugendaustauschs und soziale Aktivitäten
Zur Überwindung von Spaltungen und Verständigung zwischen Menschen und Völkern unterstützt die Stiftung internationale Begegnungen junger Menschen durch die Übernahme von Fahrt- und Unterbringungskosten und die Förderung dauerhafter Partnerschaften. Die Stiftung unterstützt zurzeit in Duisburg und am Niederrhein verschiedene Schulen in ihren Austauschprogrammen vornehmlich mit nordosteuropäischen Partnerschulen in Kaliningrad, Sankt Petersburg, Pskow, Vilnius, Giżycko, Lubin, Kętrzyn und anderen Städten.
Den Schwerpunkt der karitativen Hilfsleistungen bildete zuletzt die Sanierung des Tbc-Kindersanatoriums Swetlogorsk in der Oblast Kaliningrad, um verfallene Gebäude wieder nutzbar zu machen und die Mindestanforderungen im sanitären und medizinischen Bereich sicherzustellen. In Kaliningrad unterstützt die Stiftung ferner Suppenküchen und die Kleiderkammer einer Sozialstation. Vorwiegend auch an ihrem Sitz in Duisburg unterstützt die Stiftung diverse karitative Zwecke.
Das Projekt Oasis der Missionsbenediktinerinnen in Caruaru in Brasilien möchte Straßenkindern eine Heimat geben. Die Stiftung beteiligt sich seit Jahren an dem Aufbau dieser Einrichtung, die mittlerweile rund 200 Kinder und Jugendliche betreut und zusätzlich 500 Mahlzeiten im Monat ausgibt.

## Förderung der Idee der Sozialen Marktwirtschaft
Mit dem regelmäßig verliehenen Preis für Soziale Marktwirtschaft zeichnet die Stiftung Personen aus, die sich in besonderer Weise um die Idee der Sozialen Marktwirtschaft verdient gemacht haben. Mit dem Preis verbunden ist eine Dotation in Höhe von € 10.000. Nach der Vorstellung der Stiftung soll mit diesem Betrag ein gemeinnütziges Projekt nach dem Wunsch des Preisträgers gefördert werden. Die mit dem Preis verliehene Skulptur wurde von der Künstlerin Loni Kreuder entworfen.

### Bisherige Preisträger
- 2002: Leszek Balcerowicz, ehemaliger polnischer Nationalbankpräsident, hatte als Finanzminister den schwierigen Transformationsprozess des polnischen Wirtschaftssystems in eine marktwirtschaftliche Ordnung und die Heranführung Polens an die Schwelle des Beitritts zur Europäischen Union eingeleitet und entscheidend gestaltet. Der Preis wurde in der Universität Duisburg verliehen.
- 2006: Rodríguez Maradiaga, Erzbischof von Tegucigalpa (Honduras) und Präsident von Caritas Internationalis,  für „seine herausragenden Verdienste für eine neue Interpretation und ein neues Verständnis von Globalisierung“. Die Preisverleihung erfolgte im Duisburger Wilhelm Lehmbruck Museum.
- 2009: Jean-Claude Juncker, luxemburgischer Premierminister, für seine „herausragenden Verdienste als Anwalt für eine sozial gerechte und marktwirtschaftliche europäische Ordnung“. Der Preis wurde Juncker in Anwesenheit zahlreicher Ehrengäste, unter ihnen auch Bundestagspräsident Norbert Lammert, in der Duisburger Haniel Akademie verliehen. Die Laudatio hielt der nordrhein-westfälische Ministerpräsident Jürgen Rüttgers.[3][4]
- 2012: Klaus Engel, Vorstandsvorsitzender der Evonik Industries AG, und der Vorsitzende des Konzernbetriebsrats der ThyssenKrupp AG, Thomas Schlenz. Die Laudatio hielt die nordrhein-westfälische Ministerpräsidentin Hannelore Kraft. Die Stiftung wollte mit der Preisverleihung 2012 insbesondere die in der Finanz- und Wirtschaftskrise bewährte Sozialpartnerschaft in Deutschland würdigen. Engel und Schlenz wurden stellvertretend als herausgehobene Vertreter der Sozial- und Tarifpartner ausgezeichnet.[5]
- 2015: Gerald Kassner, Inhaber und geschäftsführender Gesellschafter des Reiseveranstalters Schauinsland-Reisen. Die Stiftung wollte mit der Preisverleihung zugleich auch die mittelständische Wirtschaft in Deutschland würdigen, die sich gerade in der Finanz- und Wirtschaftskrise als Motor für Wachstum und Beschäftigung erwiesen habe. Kassner, der das Familienunternehmen in dritter Generation führt, wurde von der Stiftung als besonders sozialverantwortlicher Vertreter des Mittelstands bewertet.[6][7][8][9]
- 2018: Bernd Tönjes, Vorstandsvorsitzender der RAG-Stiftung, und Michael Vassiliadis, Vorsitzender der Industriegewerkschaft Bergbau, Chemie, Energie (IG BCE), als Vertreter für „den gelungenen Strukturwandel mit dem Prozess des sozialverträglichen Ausstiegs aus dem Steinkohlenbergbau“. Der Preis wurde auf der Zeche Zollverein in Essen unter Mitwirkung von NRW-Minister Karl-Josef Laumann verliehen.[10]
- 2023: Burkhard Landers,  Präsident der Niederrheinischen Industrie- und Handelskammer, als Anwalt für soziale und gesellschaftliche Verantwortung von unternehmerischem Handeln. „Er hat dem Leitbild der ehrbaren Kaufleute in 13 Jahren als ehrenamtlicher Präsident ein starkes Gesicht“ gegeben. Mit Landers, so unterstrich Bundestagspräsidentin Bärbel Bas in ihrer Laudatio, wolle die Stiftung eine Persönlichkeit hervorheben, die sowohl im Ehrenamt für die Wirtschaft am Niederrhein als auch als geschäftsführender Gesellschafter für das von ihm in dritter Generation geführte mittelständische Familienunternehmen als ein herausragender Anwalt für das Ordnungsmodell der Sozialen Marktwirtschaft steht.[11]

Daneben führt die Fasel-Stiftung etwa auch eine Veranstaltungsreihe mit Fachgesprächen über aktuelle Herausforderungen der Sozialen Marktwirtschaft in der Akademie Die Wolfsburg durch. In dieser Reihe referierten und diskutierten in den letzten Jahren u. a. Jürgen Rüttgers, Harald Schartau, Hannelore Kraft, Christoph M. Schmidt, Norbert Walter, Dieter Schulte, Jochen F. Kirchhoff, Bärbel Höhn, Ekkehard Schulz, Arthur E. Darboven, Rüdiger Oppers, Ulrich von Alemann, Karl-Rudolf Korte, Sylvia Löhrmann, Georg Cremer, Karl-Josef Laumann und Stephan Holthoff-Pförtner.